# Prachinburi City FC
Der Prachinburi City Football Club (thailändisch สโมสรฟุตบอลปราจีนบุรี ซิตี้) ist ein thailändischer Fußballverein aus Prachinburi. Der Verein spielt in der dritten Liga, der Thai League 3. Hier tritt er in der Eastern Region an.

## Geschichte
Der Verein wurde 2018 gegründet. 2019 spielte der Verein in Thailand Amateur League. Hier wurde man in der Eastern Region Vizemeister und verpasste den Aufstieg. Im gleichen Jahr trat man im FA Cup an. Hier schied man in der ersten Runde gegen den Lamphun Warrior FC aus. 2020 und 2021 nahm man nicht am Ligaspielbetrieb teil. Im FA Cup 2020/21 und 2021/22 schied man in der ersten Runde aus. 2022 startete man wieder in der Amateur-Liga. Hier belegte man in der Eastern Region den zweiten Platz. Im FA Cup 2022/23 schied man in der dritten Runde gegen den Zweitligisten Chiangmai United FC aus. 2023 trat man in der Eastern Region der neugeschaffenen Thailand Semi-Pro League an. Hier wurde man Sieger der Region und stieg in die dritte Liga auf.

## Erfolge
- Thailand Semi-Pro League: 1. Platz (East)  ▲

## Stadion
Der Verein trägt seine Heimspiele im Koh-Loi-Stadium in Prachinburi aus. Das Stadion hat ein Fassungsvermögen von 300 Personen. Zur kommenden Drittligasaison wird man in ein anderes Stadion umziehen, da die Voraussetzungen für den Spielbetrieb im Koh-Loi-Stadium den Anforderungen nicht entsprechen.

## Saisonplatzierung
| Saison  | Liga                            | Liga            | Liga            | Liga            | Liga            | Liga            | Liga            | Liga            | Liga            | Pokal    | Pokal                  | Pokal                  |
| Saison  | Liga                            | Level           | Spiele          | S               | U               | N               | Tore            | Punkte          | Position        | FA Cup   | League Cup             | T3 Cup                 |
| ------- | ------------------------------- | --------------- | --------------- | --------------- | --------------- | --------------- | --------------- | --------------- | --------------- | -------- | ---------------------- | ---------------------- |
| 2019    | Thailand Amateur League – East  | 5               |                 |                 |                 |                 |                 |                 | 2.              | 1. Runde | –                      |                        |
| 2020    | Keine Teilnahme                 | Keine Teilnahme | Keine Teilnahme | Keine Teilnahme | Keine Teilnahme | Keine Teilnahme | Keine Teilnahme | Keine Teilnahme | Keine Teilnahme |          | –                      |                        |
| 2021    | Keine Teilnahme                 | Keine Teilnahme | Keine Teilnahme | Keine Teilnahme | Keine Teilnahme | Keine Teilnahme | Keine Teilnahme | Keine Teilnahme | Keine Teilnahme | 1. Runde | –                      |                        |
| 2022    | Thailand Amateur League – East  | 4               |                 |                 |                 |                 |                 |                 | 2.              | 1. Runde | –                      |                        |
| 2023    | Thailand Semi-Pro League – East | 4               | 6               | 5               | 0               | 1               | 11:4            | 15              | 1. ▲            | 3. Runde | –                      |                        |
| 2023/24 | Thai League 3 – East            | 3               | 20              | 3               | 2               | 15              | 9:42            | 11              | 11. ▼           | –        | 2. Qualifikationsrunde | 2. Qualifikationsrunde |

## Aktueller Kader
Stand: September 2023
| Nr. |          | Position | Name                        |
| --- | -------- | -------- | --------------------------- |
| 1   | Thailand | TW       | Arnachak Audomroeksereechai |
| 2   | Thailand | AB       | Weerachai Paencokesung      |
| 3   | Thailand | AB       | Khamron Phanchaem           |
| 4   | Thailand | AB       | Mathawin Chueanun           |
| 5   | Thailand | MF       | Nattawut Promsri            |
| 6   | Thailand | MF       | Kittikoon Pawong            |
| 7   | Thailand | ST       | Phuriphat Klinsut           |
| 8   | Thailand | MF       | Kittisak Banjong            |
| 9   | Thailand | ST       | Jaturong Pimkoon            |
| 10  | Thailand | ST       | Patinya Chaiaumnuay         |
| 11  | Thailand | ST       | Tuwanon Boonma              |
| 14  | Thailand | MF       | Phommin Kaeosanga           |
| 15  | Thailand | AB       | Kittituch Khomdumdin        |
| 17  | Thailand | MF       | Phatthadon Charoenchit      |
| 18  | Thailand | TW       | Nattan Plaidueng            |
| 19  | Thailand | MF       | Bannawit Seanbuapho         |

| Nr. |          | Position | Name                     |
| --- | -------- | -------- | ------------------------ |
| 20  | Thailand | MF       | Chitipat Kaeoyos         |
| 22  | Thailand | AB       | Piyapan Chantroon        |
| 23  | Thailand | AB       | Nuttanan Sudkham         |
| 25  | Thailand | MF       | Pornchai Teakprakhon     |
| 28  | Thailand | MF       | Pichit Jaibun            |
| 29  | Thailand | MF       | Kittithat Promang        |
| 32  | Thailand | AB       | Sila Ponrachom           |
| 33  | Thailand | AB       | Pongsak Seakraw          |
| 34  | Thailand | AB       | Weerachai Supprasert     |
| 44  | Thailand | MF       | Kittisak Chaisonkhram    |
| 66  | Thailand | MF       | Phattarapong Sirikrathok |
| 81  | Thailand | TW       | Ammarin Sukcharoenkul    |
| 86  | Thailand | TW       | Rattanasak Pongpai       |
| 88  | Thailand | AB       | Chaiyawat Thungkrathok   |
| 99  | Thailand | ST       | Abdulkordiri Hamid       |